# Antonio Nicola Cantalamessa
Pour les articles homonymes, voir Cantalamessa.
Antonio Nicola Cantalamessa, né le 23 octobre 1940 à Sulmona, et mort le 30 mai 2017 à Naples, est un homme politique italien, membre du Mouvement social italien (MSI).

## Biographie
Il est député européen de 1988 à 1989.